# Musala-Schanze
Die Musala-Schanze ist eine Skisprungschanze der Kategorie K 90 im bulgarischen Urlaubsort Borowez. Es existieren auch eine Schanze der Kategorie K 60, eine der Kategorie K 40 und eine der Kategorie K 15. Heutzutage sind diese Schanzen nicht mehr im Betrieb.

## Geschichte
Die Musala-Schanze wurde im Jahr 1967 als größte Schanze von Bulgarien erbaut. In den Jahren 1983 und 1989 fand die Winter-Universiade in der bulgarischen Hauptstadt Sofia statt. Die Skisprungwettkämpfe wurden auf der Musala-Schanze ausgetragen. Das Einzelspringen 1983 sah Massimo Rigoni aus Italien als Sieger. Im Jahr 1989 fand nicht nur ein Einzelspringen statt, das Heiko Hunger aus der Deutschen Demokratischen Republik gewinnen konnte, sondern auch ein Mannschaftsspringen, welches die DDR siegreich für sich entscheiden konnte. Bei dem Mannschaftsspringen 1989 stellte der Heiko Hunger mit 96 m den offiziellen Schanzenrekord auf. Im Jahr 1978 ist aber der Bulgare Wladimir Brejtschew mit 96,5 m weiter gesprungen als Heiko Hunger und hält den inoffiziellen Schanzenrekord.
Seit Anfang der 2000er Jahre werden die Musala-Schanze und die weiteren Schanzen nicht mehr genutzt, da das Skispringen im Gegensatz zum Biathlon in Bulgarien nicht finanziell gefördert wird.